# Hymenophyllum protrusum
Hymenophyllum protrusum är en hinnbräkenväxtart som beskrevs av William Jackson Hooker. Hymenophyllum protrusum ingår i släktet Hymenophyllum och familjen Hymenophyllaceae. Inga underarter finns listade.